# Ramat Rachel
Ramat Rachel (hebr. רמת רחל; pol. Wzgórze Racheli) – kibuc położony w samorządzie regionu Matte Jehuda, w Dystrykcie Jerozolimy, w Izraelu. Członek Ruchu Kibuców.

## Położenie
Kibuc jest położony na wyżynie Judejskiej, w południowej części miasta Jerozolima. Leży na wzgórzu przy ważnej strategicznie drodze łączącej Jerozolimę z Betlejem. Na północy znajdują się jerozolimskie osiedla Arnona i Talpijjot, na zachodzie osiedla Bajt Safafa i Giwat ha-Matos, na południu osiedle Har Homa, a na wschodzie osiedle Sur Bahir.

## Demografia
W kibucu Ramat Rachel w 2009 mieszkały 427 osoby, wszyscy Żydzi:

## Historia
Powstanie kibucu jest związane z żydowską brygadą pracy Gedud HaAwoda, której członkowie osiedlili się w Jerozolimie i pracowali w budownictwie oraz usługach transportowych. Po okresie życia w obozie przejściowym w Jerozolimie, otrzymali oni propozycję założenia nowego kibucu. W 1926 grupa pierwszych dziesięciu pionierów zamieszkała na kamienistym wzgórzu położonym na południe od miasta. Utrzymywali się oni z rolnictwa. Podczas arabskich rozruchów w 1929 kibuc został zaatakowany i doszczętnie zniszczony. Jeden z mieszkańców wówczas zginął. Okoliczne uprawy rolnicze spalono.

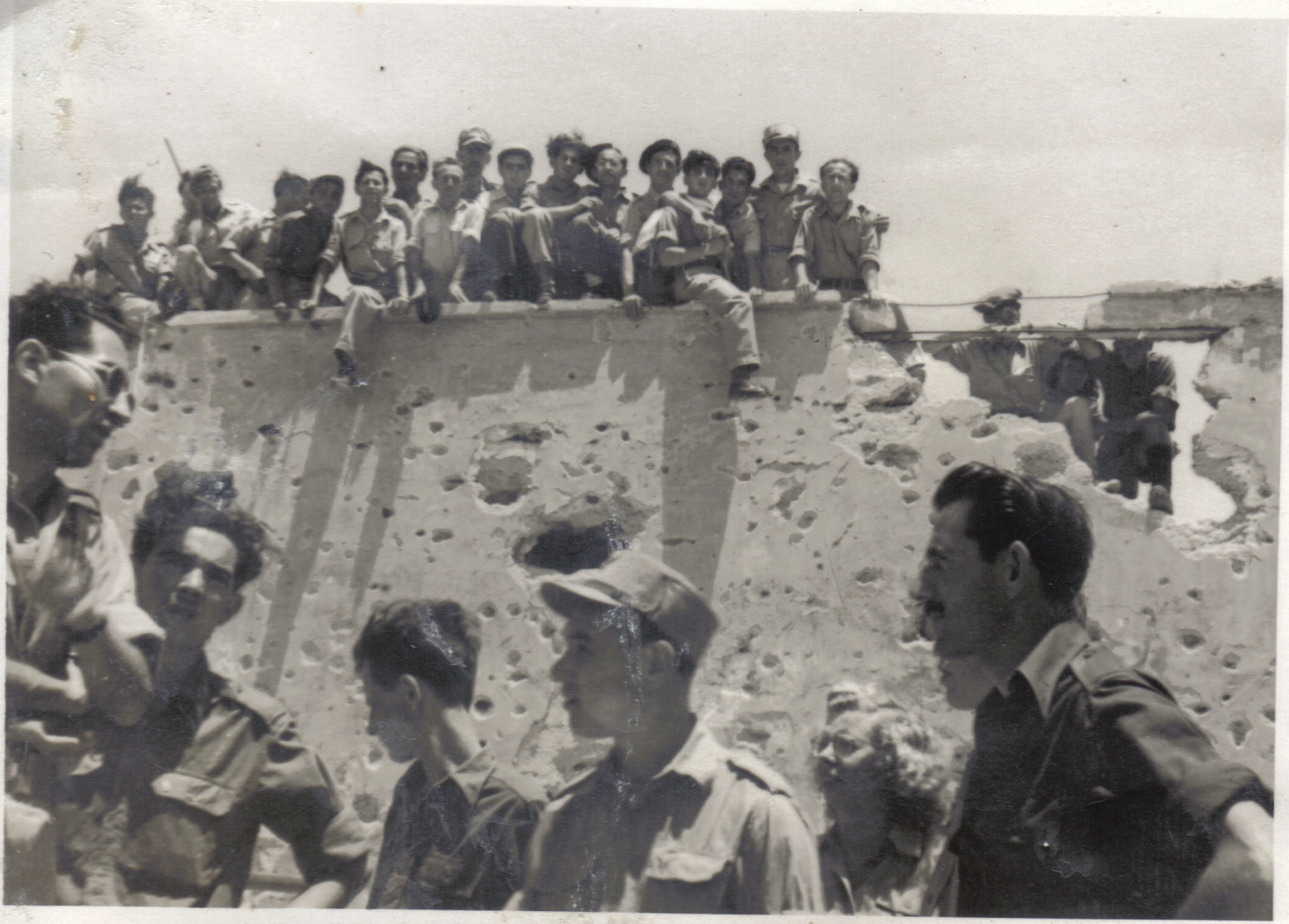
Izraelscy żołnierze w ruinach kibucu Ramat Rachel, 1948

Osadnicy żydowscy powrócili rok później i przystąpili do odbudowy kibucu. Tym razem budowano trwałe murowane domy, których konstrukcja miała zapewnić mieszkańcom ochronę na wypadek kolejnych arabskich ataków. W centralnej części kibucu wybudowano jadalnię, wzniesioną z wapiennych kamieni. W kolejnych latach osiedlali się tutaj głównie imigranci z Polski, Niemiec i ZSRR. Kibuc bardzo szybko się rozwijał. Powstała obora, pralnia i piekarnia. Wielu członków kibucu pracowało w zakładach Dead Sea Potash Mills nad Morzem Martwym lub jako portierzy na stacji kolejowej w Jerozolimie. W latach 1936–1939 w Mandacie Palestyny ponownie wybuchły arabskie rozruchy. W okresie tym kibuc Ramat Rachel był wielokrotnie atakowany. Zginęło trzech mieszkańców kibucu, poniesiono także duże straty materialne. Pomimo to, pod koniec 1940 w Ramat Rachel żyło 250 mieszkańców.
Podczas wojny o niepodległość w dniu 22 maja 1948 kibuc został zaatakowany przez egipskie i jordańskie wojska. W wyniku bitwy o Ramat Rachel kibuc został całkowicie zniszczony, Izraelczycy zdołali jednak obronić południowe przedpole Jerozolimy. Po wojnie kibuc był od wschodu, południa i zachodu otoczony przez linię graniczną Transjordanii. Kolejne lata były niezwykle trudne. W kibucu mieszkało niewielu członków, brak było finansów, a osada cierpiała na niedobór ziemi rolnej oraz wody. Pomimo tych trudności kibuc został odbudowany.
W dniu 23 września 1956 w kibucu doszło do tragicznego wypadku. Jordański żołnierz otworzył ogień do uczestników konferencji archeologicznej w Ramat Rachel. Zginęły cztery osoby, a siedemnaście zostało rannych. Władze jordańskie po przeprowadzeniu dochodzenia ogłosiły, że żołnierz był niezrównoważony psychicznie. Na początku wojny sześciodniowej w dniu 5 czerwca 1967 jordańska artyleria rozpoczęła trzydniowy ostrzał kibucu Ramat Rachel, powodując poważne straty materialne. W następnych dniach wojska izraelskie usunęły zagrożenie. Po wojnie przystąpiono do kolejnej odbudowy kibucu. W latach 70. osiedliła się tutaj grupa młodych pionierów (Gar'inei Nachal), którzy przyczynili się do dalszego rozwoju kibucu. Również granice miasta Jerozolimy uległy poszerzeniu, i kibuc został włączony w granice miejskie. Były to czynniki sprzyjające dalszemu rozwojowi Ramat Rachel, który obecnie jest zieloną enklawą położoną pomiędzy zurbanizowanymi obszarami miasta.

### Nazwa

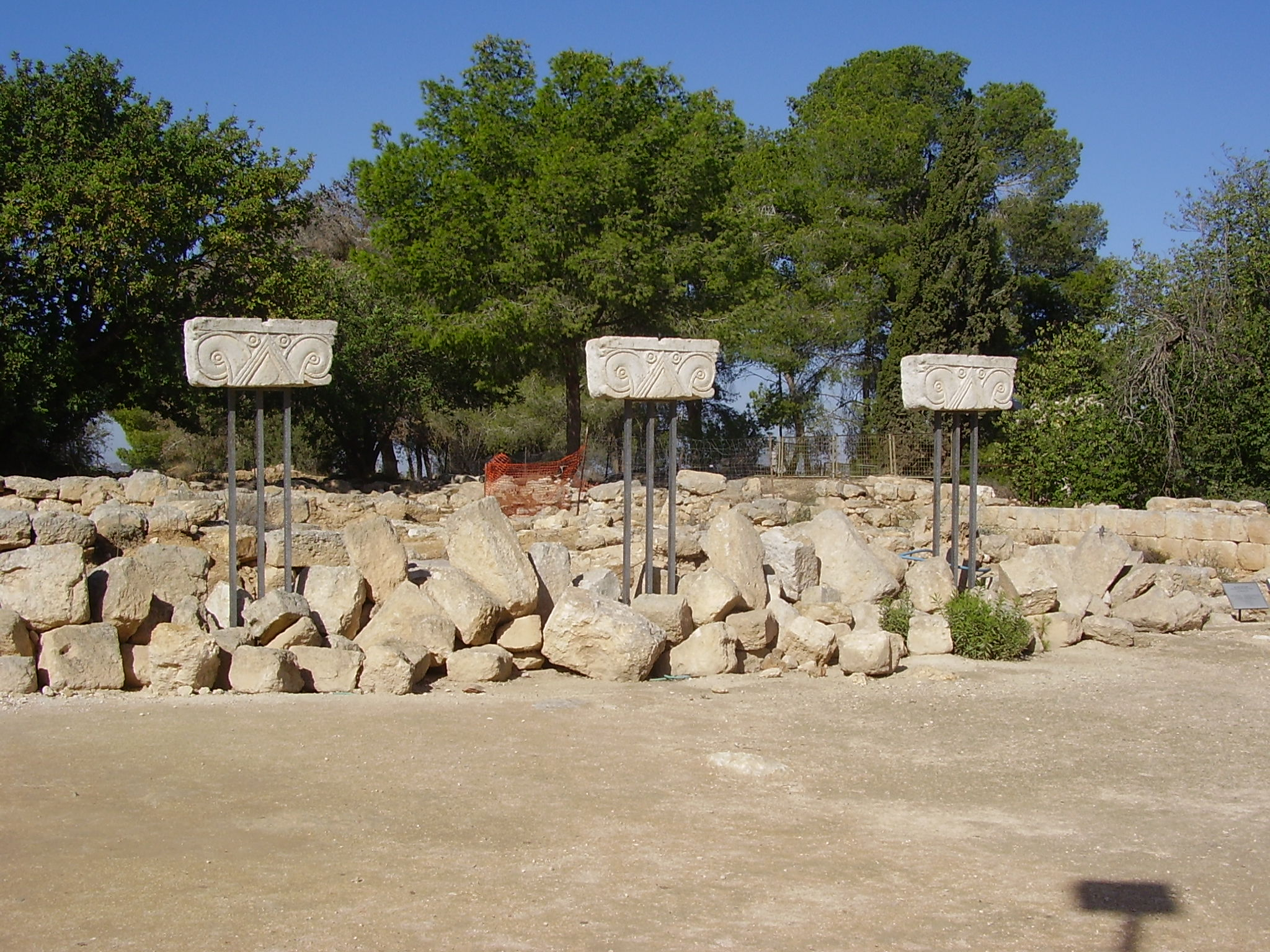
Park archeologiczny w kibucu Ramat Rachel

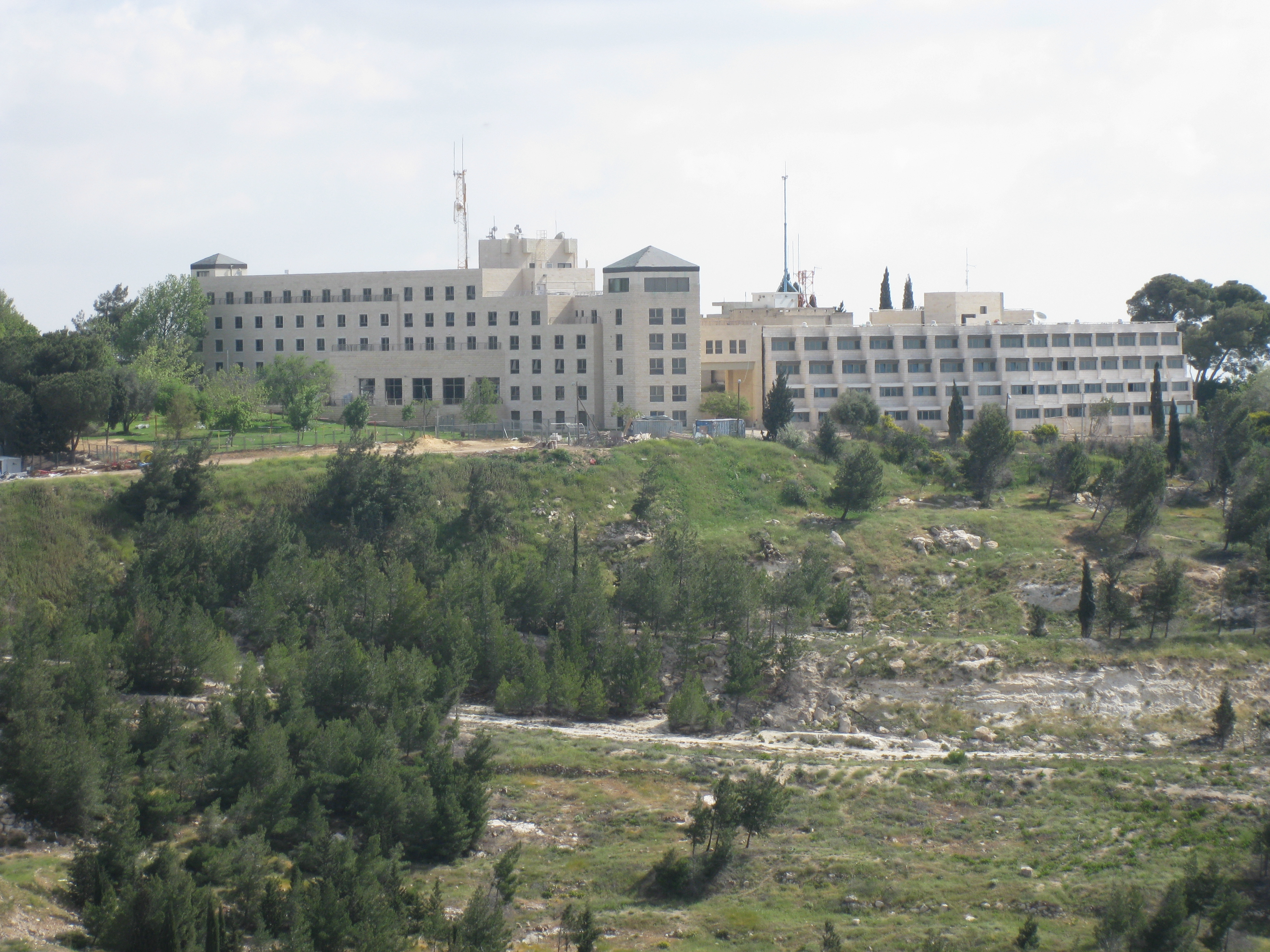
Hotel Ramat Rachel

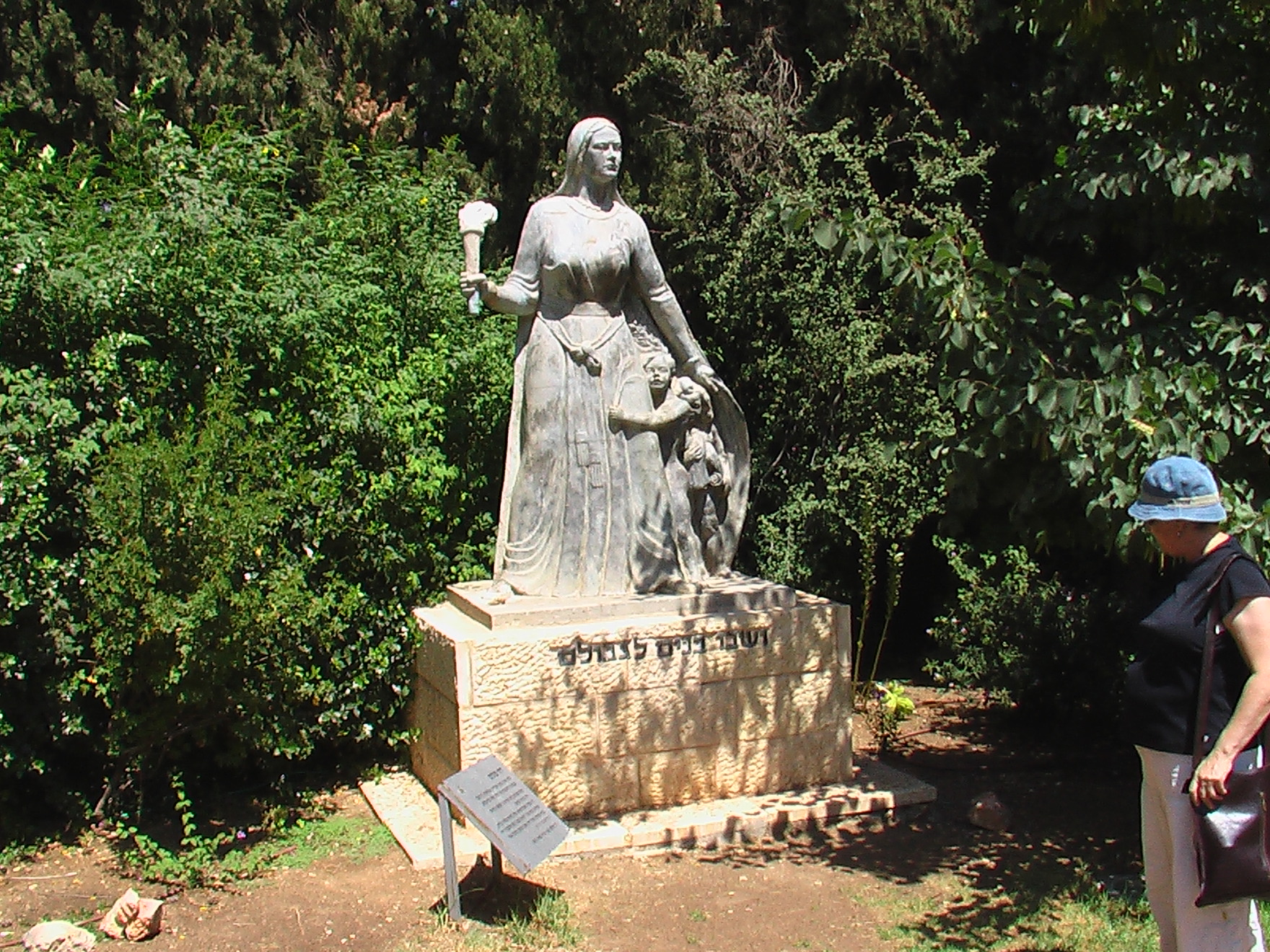
Rzeźba Racheli w hotelowym ogrodzie

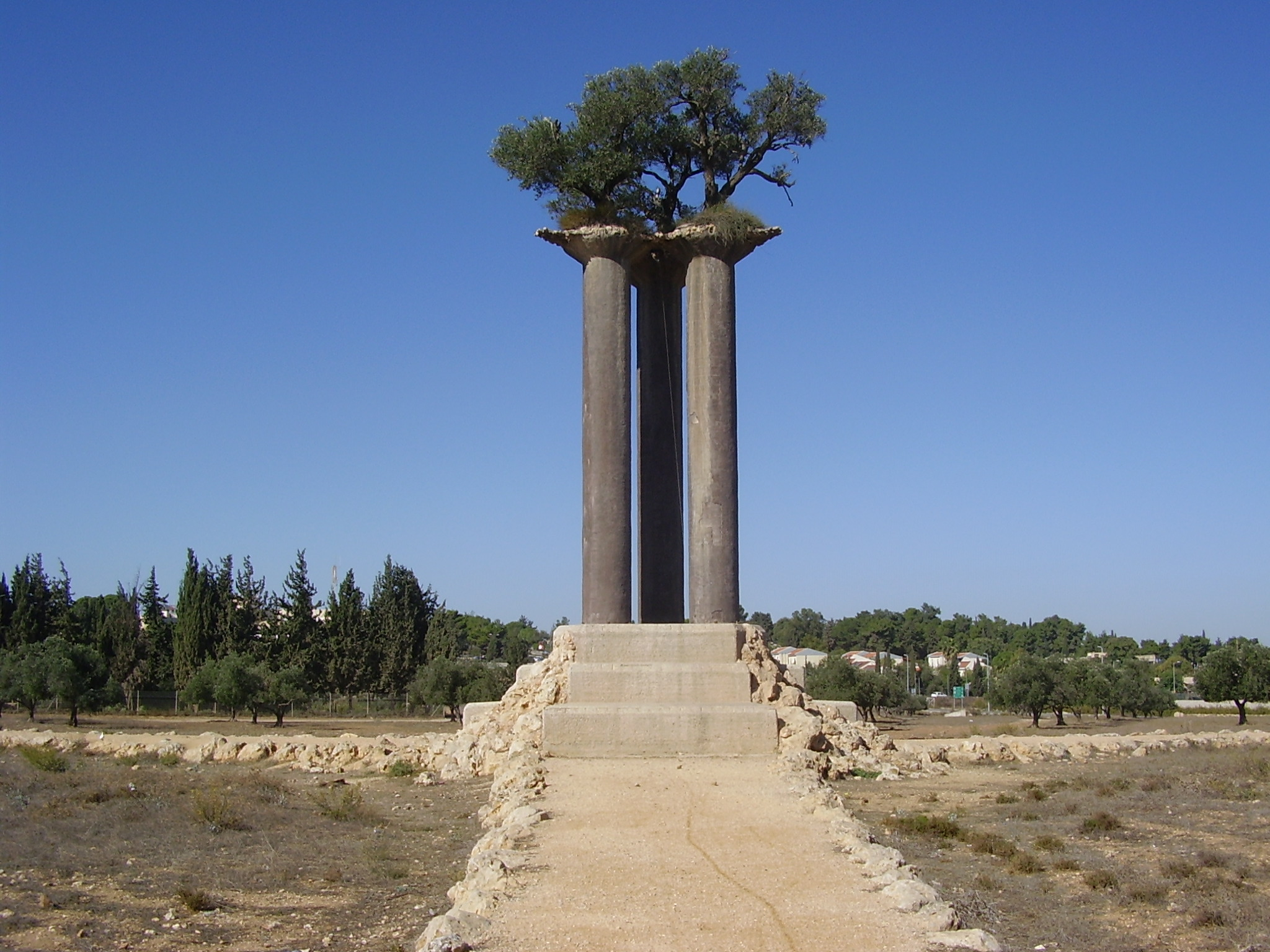
Kolumny z drzewami oliwnymi w Parku HaZeitim

Nazwa kibucu Ramat Rachel (pol. Wzgórze Racheli) nawiązuje do pobliskiego grobowca Racheli, który znajduje się na przedmieściach Betlejem.

## Zabytki
Na wzgórzu znajduje się park archeologiczny z pozostałościami ogromnego pałacu lub bizantyjskiego kościoła, obok którego są pozostałości cystern na wodę i łaźni rytualnej z późniejszego okresu. Szczególnie interesujące są łaźnie i pozostałości dziesięciu bogatych willi z okresu rzymskiego. Z okresu bizantyjskiego pozostały ruiny dużego kościoła, magazynów, domów mieszkalnych i prasy oliwy. Są również zachowane ślady z okresu arabskiego.

## Kultura
W kibucu znajduje się ośrodek kultury. Planowana jest budowa muzeum i archiwum kibucu.

## Edukacja
W północnej części kibucu znajduje się centrum nauczania oraz Derech HaJam Spiritual Center. Poza tym kibuc utrzymuje przedszkole.

## Turystyka
Turystyka stanowi ważną część gospodarki kibucu. Najważniejszym jego elementem jest Hotel Ramat Rachel, reklamujący się jako jedyny hotel w kibucu w Jerozolimie. Jest on położony w najbardziej dogodnym miejscu na wzgórzu, skąd rozciąga się panorama na pustynię Judzką, miasto Betlejem i twierdzę Herodion. Hotel udostępnia 165 nowoczesnych pokoi, z których każdy jest wyposażony w klimatyzację, łazienkę, telewizor, radio i telefon. Dostępne są również apartamenty oraz pokoje rodzinne i dla osób niepełnosprawnych. W hotelu znajduje się koszerna restauracja oraz sale konferencyjne i bankietowe. Hotel jest otoczony ogrodem, przy którym znajduje się centrum sportu kibucu. W hotelowym ogrodzie znajduje się rzeźba uosabiająca biblijną Rachelę.
We wschodniej części kibucu znajduje się Park HaZeitim. Jest to gaj liczący dwieście drzew oliwnych zasadzonych koncentrycznie wokół szczytu wzniesienia Ramat Rachel. Pośrodku wznoszą się dwa wysokie postumenty, będące dziełem izraelskiej artystki Ran Morin. Na ich szczycie zasadzono drzewka oliwne. Pomnik znajduje się dokładnie na osi łączącej centrum Jerozolimy z Herodion. Drzewa oliwne mają symboliczne znaczenie i wskazują na siłę, płodność oraz pokój. Wyobrażają rozwój kibucu i pracę mieszkańców nad nawadnianiem upraw przynoszących duże plony.
W zachodniej części kibucu znajduje się popularny punkt widokowy Mitzpeh Jair, z którego rozciąga się panorama na Stare Miasto Jerozolimy ze złotą Kopułą na Skale i na Betlejem z Bazyliką Narodzenia Pańskiego. Platforma widokowa została zaprojektowana i wybudowana przez rzeźbiarza Ron Marina.

## Sport i rekreacja
W kibucu znajduje się centrum sportowe położone na rozległym zielonym terenie porośniętym sosnami. Jest ono dostępne jedynie dla członków klubu i gości hotelowych. Znajdują się tutaj trzy korty tenisowe, boisko do koszykówki, siłownia, sauna z łaźnią parową i gabinety masażu. Dodatkową atrakcją jest duży basen pływacki (kryty w okresie zimowym) i znajdujący się tuż obok mały basen dla dzieci.
W północnej części kibucu znajduje się boisko do piłki nożnej.

## Gospodarka
Gospodarka kibucu opiera się na rolnictwie, sadownictwie i turystyce. Tutejszy klimat i dość żyzna gleba stworzyły dogodne warunki dla założenia sadów owocowych. Członkowie kibucu uprawiają winorośl, jabłonie i brzoskwinie, chociaż największą część gruntów zajmują wiśnie i drzewa oliwne. W kibucu wybudowano zakład pakowania owoców, które są sprzedawane w całym kraju i za granicą.
W 1950 kibuc przejął część gruntów w pobliżu kibucu Rewadim. Zasadzono tutaj nektarynki, pomarańcza, mandarynki, grejpfruty i figi. Większość produkcji jest eksportowana głównie do Europy, ale także na Daleki Wschód i do Stanów Zjednoczonych.
Dodatkowo kibuc Ramat Rachel jest siedzibą firmy Klein & Lichi, projektującej wnętrza sklepów, biur, restauracji i barów. Firma DATA Detection Technologies Ltd. rozwija, produkuje i sprzedaje precyzyjne urządzenia do obróbki diamentów oraz do sortowania leków lub nasion. Natomiast firma Mapal specjalizuje się w projektowaniu, budowie, remontach i utrzymaniu basenów publicznych w całym kraju. Jest ona w pełni własnością kibucu Ramat Rachel. Stała się pionierem w Izraelu w zastosowaniu chemikaliów do oczyszczania wody basenowej. Jest również w krajowej czołówce firm rozwijających technologie oszczędzania energii, głównie za sprawą pomp cieplnych.

## Infrastruktura
W kibucu znajduje się przychodnia zdrowia oraz dom pomocy społecznej Beit Sababa.

## Komunikacja
Z kibucu wyjeżdża się dwoma drogami w kierunku wschodnim na ulicę Gedud HaAwoda. Jadąc nią na wschód dojeżdża się do osiedla Sur Bahir, natomiast jadąc na północ dojeżdża się do osiedla Arnona lub na dwupasmową ulicę Asher Viner, którą jadąc na zachód dociera się do drogi ekspresowej nr 60 . Kibuc posiada bardzo dogodne połączenia autobusowe z Jerozolimą.